# Đài Tây

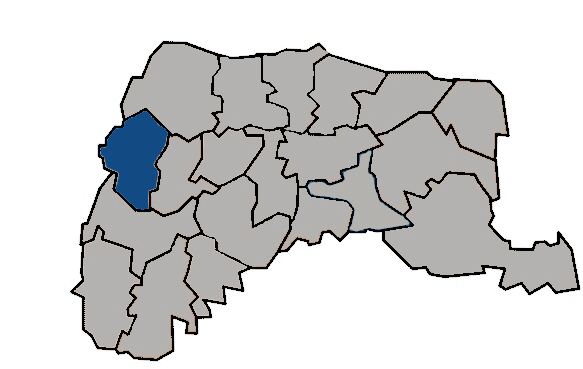
Vị trí tại Vân Lâm

Đài Tây (tiếng Trung: 臺西鄉; bính âm: Táixī Xiāng) là một hương (xã) của huyện Vân Lâm, tỉnh Đài Loan, Trung Hoa Dân Quốc (Đài Loan). Hương nằm trên vùng đồng bằng Gia Nam và thuộc lưu vực của sông Trạc Thủy. Trên địa bàn hương có khu công viên Hải dương Đài Tây, một khu du lịch với quy mô lên tới 121 ha. Tổng dienej tích của Đài Tây là 66,472 km², dân số vào tháng 8 năm 2011 là 25.852 người thuộc 8.892 hộ gia đình, mật độ cư trú đạt 388,9 người/km².